# Jörg Kubitzki

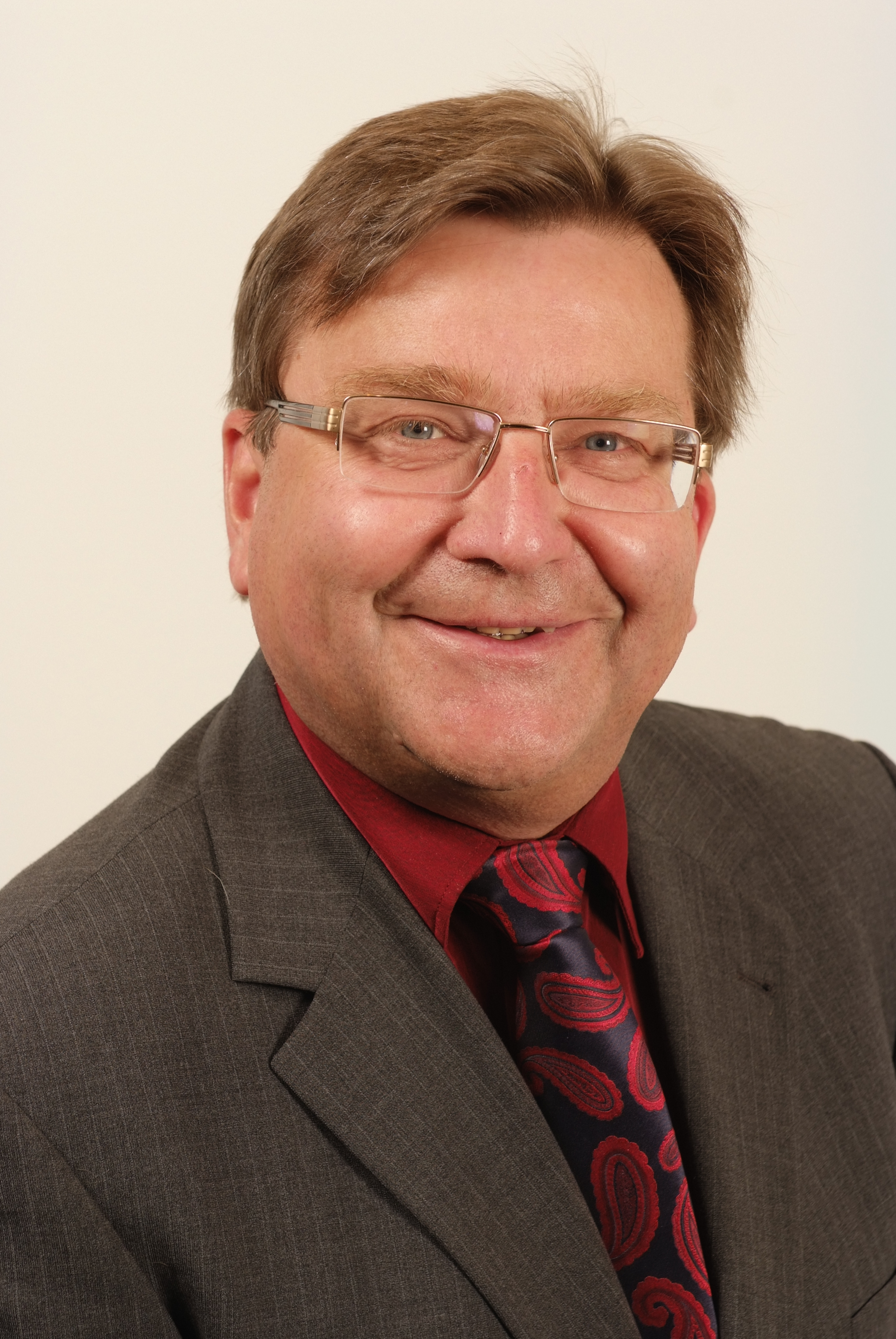
Jörg Kubitzki, Mai 2011

Klaus Jörg Kubitzki (* 10. März 1955 in Weida) ist ein deutscher Politiker (Die Linke), stellvertretender Landesvorsitzender seiner Partei in Thüringen und ehemaliges Mitglied des Thüringer Landtags.

## Werdegang
Nach dem Abitur 1973 studierte Kubitzki von 1973 bis 1976 an der Offiziershochschule der NVA und war anschließend von 1976 bis 1990 als Berufsoffizier der NVA (zuletzt Politoffizier) tätig. Parallel dazu absolvierte er von 1982 bis 1988 ein Fernstudium an der Universität Leipzig, das er als Diplomphilosoph und Diplomlehrer abschloss. Nach der politischen Wende arbeitete er von 1991 an für den Sozialverband VdK Thüringen, dessen stellvertretender Landesgeschäftsführer er von 1993 bis 2000 war. Seit 1996 ist er Geschäftsführer der Gemeinnützigen VdK-Sozialdienstleistungs- und Service GmbH.
Seit 1998 ist Kubitzki Mitglied der PDS-Fraktion im Kreistag des Unstrut-Hainich-Kreises und trat der Partei 1999 bei. Seit 2000 ist er Mitglied des Landesvorstandes seiner Partei (seit 2007: Die Linke) sowie Kreisvorsitzender im Unstrut-Hainich-Kreis. 2004 wurde er neben Ina Leukefeld stellvertretender PDS-Landesvorsitzender. Als Nachrücker für Bodo Ramelow zog er am 24. Oktober 2005 in den Thüringer Landtag ein. Daneben gehört er auch dem Stadtrat von Mühlhausen an. Bei der Landtagswahl in Thüringen 2019 verlor er sein Landtagsmandat.